# Corynopoma riisei
Corynopoma riisei es una especie de peces de la familia Characidae en el orden de los Characiformes, es la única especie del género Corynopoma.

## Morfología
Los machos pueden llegar alcanzar los 4,8 cm de longitud  total, aunque los ejemplares criados en cautividad alcanzan los 7.

## Hábitat
Vive en zonas de clima tropical entre 22 °C - 28 °C de temperatura.

## Distribución geográfica
Se encuentran en Sudamérica: cuenca del río Meta y ríos costeros de la isla de Trinidad y norte de Venezuela.